# Mjöträsket (Töre socken, Norrbotten, 733510-181552)
Mjöträsket är en sjö i Kalix kommun i Norrbotten och ingår i Kalixälvens huvudavrinningsområde. Sjön har en area på 0,22 kvadratkilometer och ligger 61,1 meter över havet. Sjön avvattnas av vattendraget Mörtbäcken.

## Delavrinningsområde
Mjöträsket ingår i det delavrinningsområde (733419-181648) som SMHI kallar för Mynnar i Finnvikgraven. Medelhöjden är 52 meter över havet och ytan är 8,94 kvadratkilometer. Det finns inga avrinningsområden uppströms utan avrinningsområdet är högsta punkten. Mörtbäcken som avvattnar avrinningsområdet har biflödesordning 3, vilket innebär att vattnet flödar genom totalt 3 vattendrag innan det når havet efter 27 kilometer. Avrinningsområdet består mestadels av skog (72 procent) och sankmarker (16 procent). Avrinningsområdet har 0,33 kvadratkilometer vattenytor vilket ger det en sjöprocent på 3,7 procent.